# De Dageraad (Gouda)
De Dageraad is een complex bejaardenwoningen aan de Noothoven van Goorstraat in Gouda.

## Geschiedenis
In 1931 gaf het gemeentebestuur van Gouda de opdracht tot de bouw van een complex van 35 bejaardenwoningen. Het complex — ontworpen door de Goudse bouwkundige Groenendijk — werd in een U-vorm aangelegd langs de Noothoven van Goorstraat, de Derde Kade en de Vierde Kade. Binnen het complex werd een plantsoen aangelegd, bereikbaar via de achterzijde van de woningen en via twee poorten in de beide hoeken van het complex. Boven de poorten zijn gevelstenen aangebracht, waarop aangegeven werd dat de woningen bestemd waren voor "ouden van dagen". Op de ene steen staan het hoofd van een man en een vrouw met het jaartal 1931. Op de andere steen staan het jaartal 1931 en het hoofd van een man kijkend naar de stralen van de opkomende zon, als symbool voor de naam van het complex: De Dageraad. De bouwkosten bedroegen ƒ 80.840. De totale kosten inclusief de aankoop van de grond bedroeg nog geen ƒ 100.000. Het complex kwam in 1932 gereed en werd op zaterdag 16 april 1932 officieel geopend door burgemeester Gaarlandt. De huurprijs voor de nieuwe woningen bedroeg vier gulden per week. Elke woning had een woonkamer, een slaapkamer, een keuken, een zolder en achter het huis een tuintje. Centraal tussen de woningen was een plantsoen aangelegd met banken en in het midden een fontein.
In 1975 werd het complex gerenoveerd en gemoderniseerd. De bovenverdiepingen werden voorzien van dakkapellen. De ruimte aan de open zuidzijde van het complex verdween door de bouw van een appartementengebouw aan de Eerste Hieronymus van Alphenstraat. De bestemming werd in de loop der tijd gewijzigd van bejaardenwoningen naar woningen voor huurders van dertig jaar of jonger.

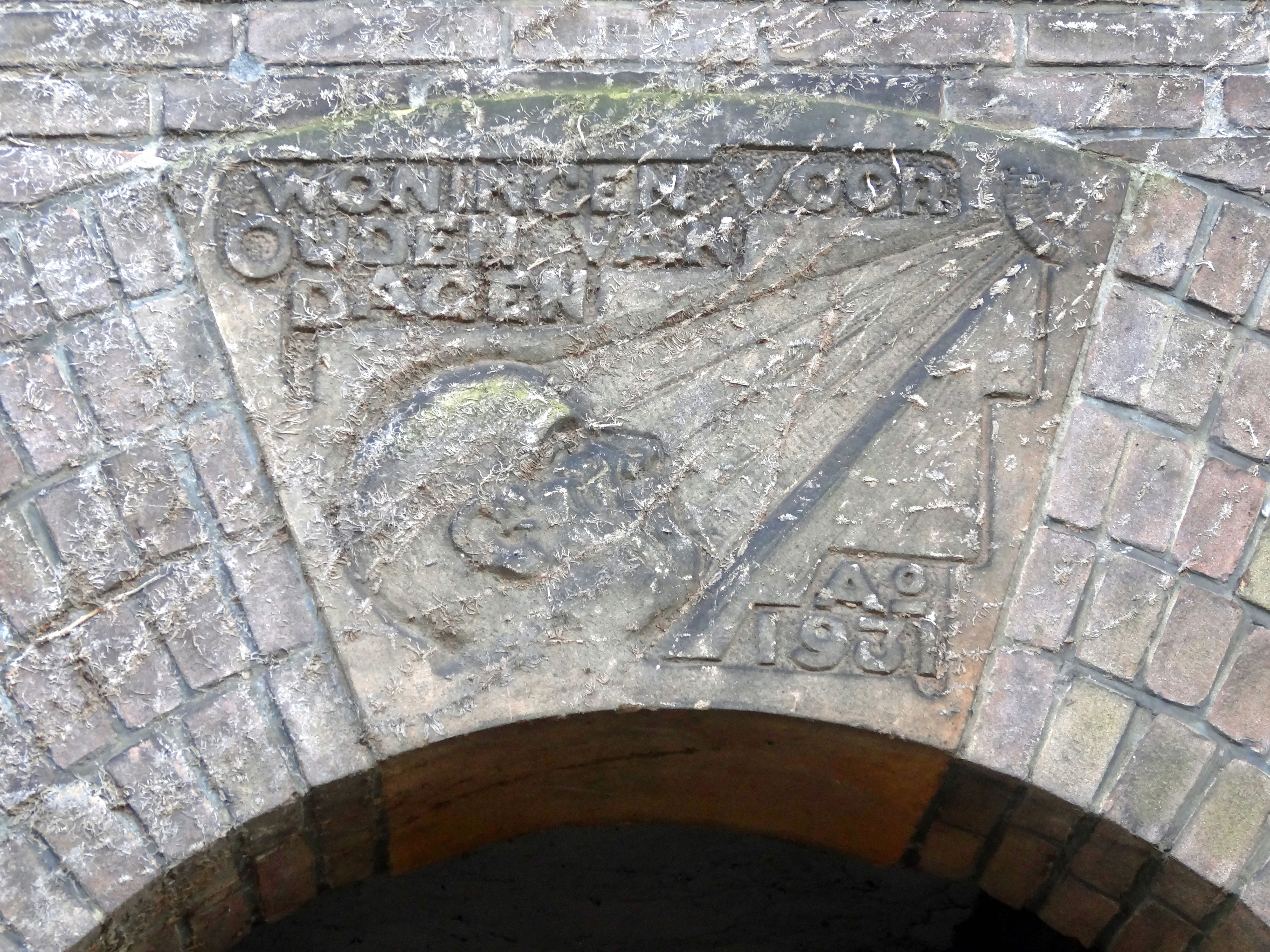
Sluitsteen "De Dageraad"
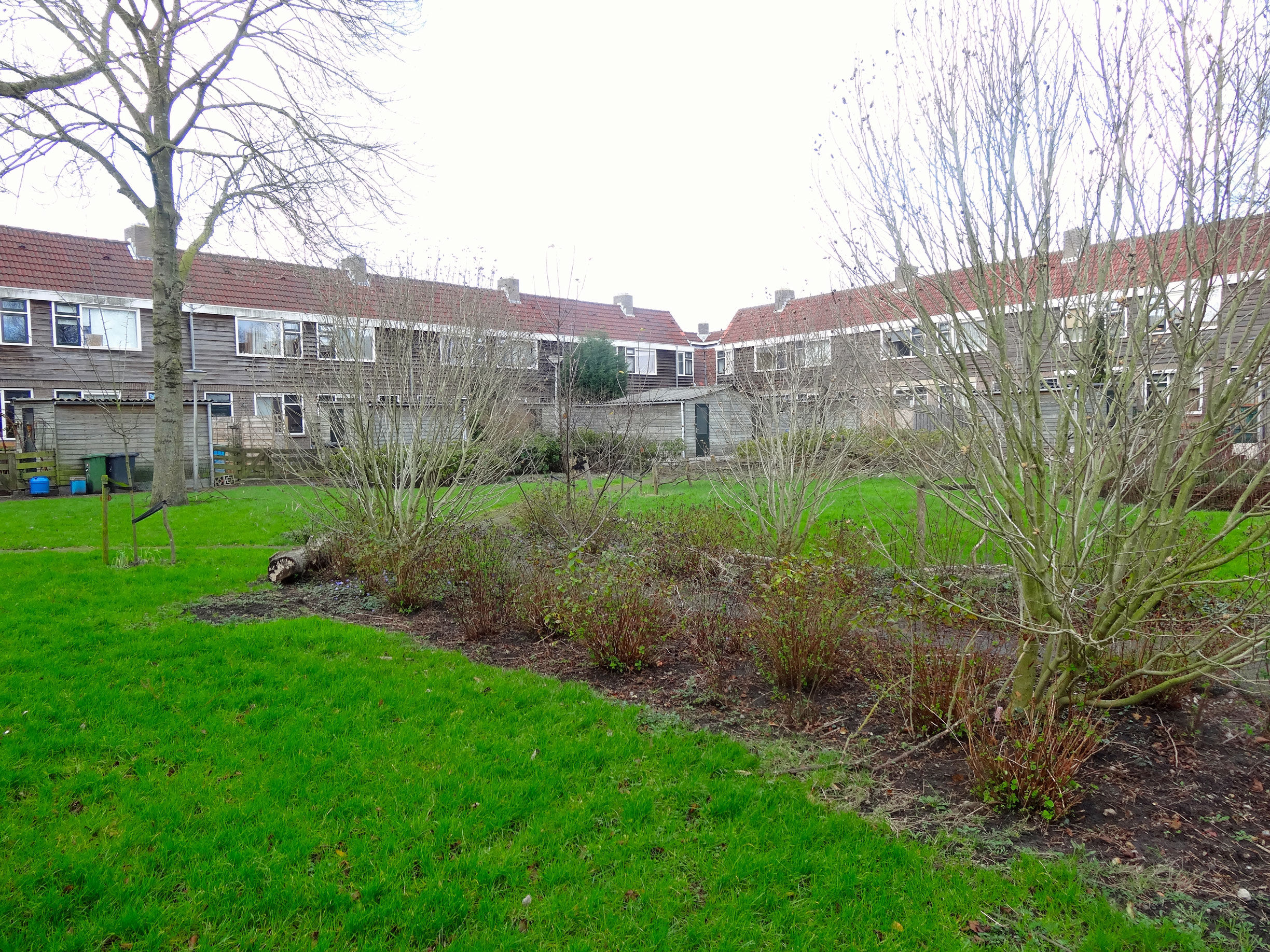
binnenplantsoen "De Dageraad"
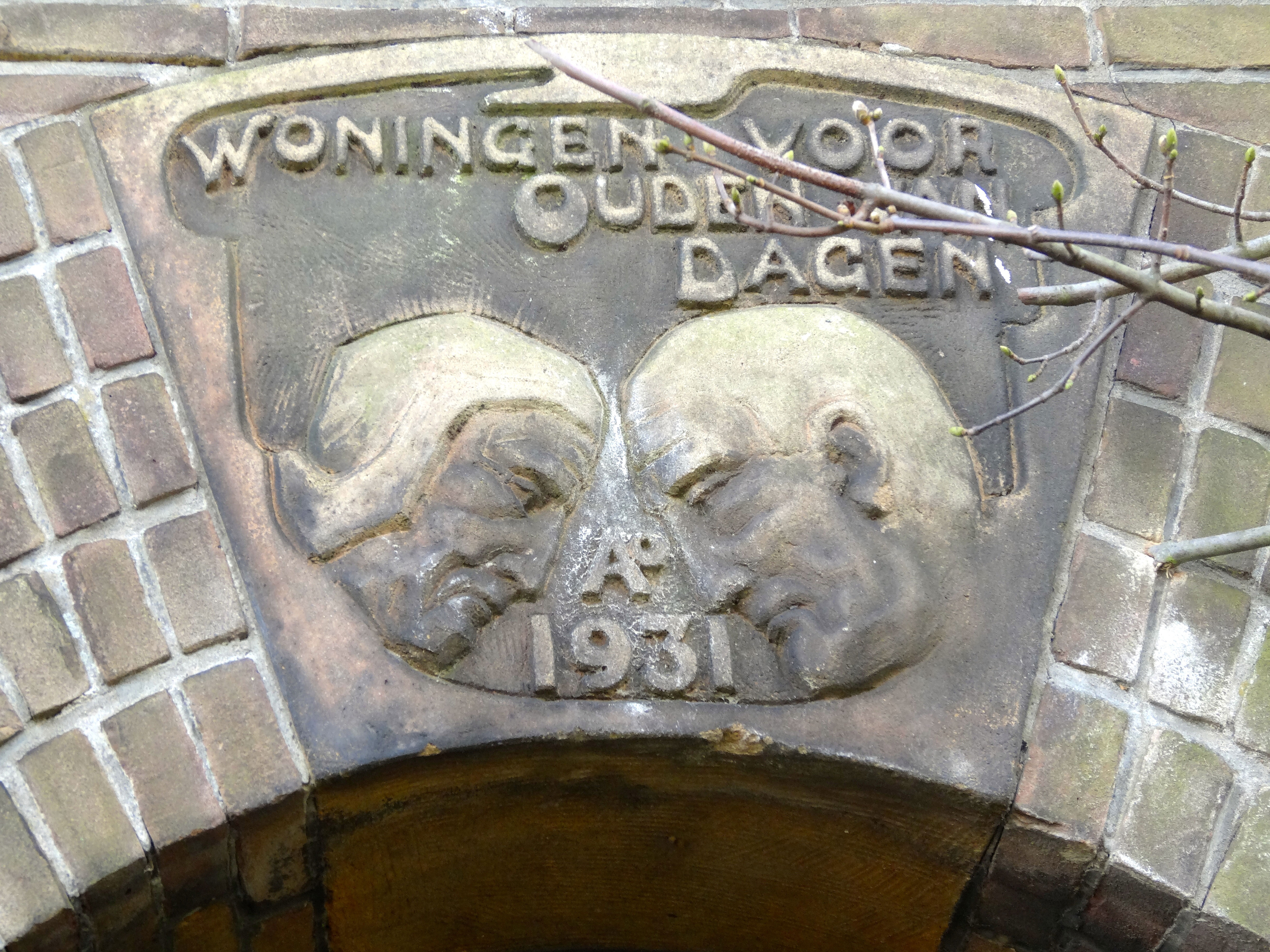
Tweede sluitsteen